# П'єтро Новеллі
П'єтро Новеллі (італ. Pietro Novelli; 2 березня 1603, Монреале, Сицилія — 27 серпня 1647, Палермо) — італійський художник доби бароко. Відомий за прізвиськом Монреалезе.

## Життєпис
Народився у місті Монреале, на острові Сицилія. Батько П'єтро Антоніо Новеллі був художником та майстром мозаїк. Батько і був першим вчителем для сина. Батьки були в контакті з шляхетним паном Карло Маріо Вентимілья, котрий був математиком та освіченою особою. Пан Вертимілья навчав хлопця математиці.
Формування художньої особистості в П'єтро Новеллі припало на роки переходу від маньєризму до раннього бароко. Художники Сицилії мали можливість знайомства з новітніми тенденціями в італійському мистецтві через поодинокі зразки релігійного живопису, що потрапили до храмів острова. Тут декотрий час працювали художники — генуезці, приїздили Караваджо (у 1609 р.) та Антоніс ван Дейк (у 1624 р.)
1618 року П'єтро Новеллі перебрався у місто Палермо, де влаштувався у майстерню художника Віко Каррера (1555—1623). Серед перших датованих картин молодого майстра — «Св. Антоній абат» 1626 року для однойменної церкви в Палермо. Молодого художника зі здібностями помітили і він почав працювати як за замовами релігійних громад, так як декоратор на віллах заможних володарів.

### Відвідини Риму та Неаполя
В період 1622—1625 років П'єтро Новеллі відвідав Рим. де він вивчав твори художників — попередників та сучасних римських митців. 1630 оку він відвідав Неаполь, що був одним із центрів художників-караваджистів. Серед митців Неаполя П'єтро Новеллі виділяв твори Хосе де Рібера. Відтоді низка картин сицилійського майстра мала впливи картин Хосе де Рібера.

### Адміністративна кар'єра
Як художник він виборов авторитет і за право мати образа та картини його роботи почали змагатися аристократи, храми, релігійні братства та монастирі в Сицилії.
20 вересня 1636 року Сенат Палермо надав художникові посаду інженера та архітектора. Серед його архітектурних творів — декоративна тріумфальна арка 1641 року на честь зустрічі королівського намісника графа Кабрера.
Серед учнів Новеллі — Франческо Маджотто.

### Смерть
Художник помер від ран, отриманих під час народного повстання у Палермо в серпні 1647 року. Поховання відбулося на цвинтарі Сан Доменіко у Палермо.

## Обрані твори
- «Св. Антоній абат»
- «Непорочне зачаття»
- «Св. Іван Євангеліст»
- «Христос серед книжників в храмі»
- «Екстаз св. Франциска Ассізького»
- «Мучеництво св. Себастьяна»
- «Св. Ірина рятує св. Себастьяна»

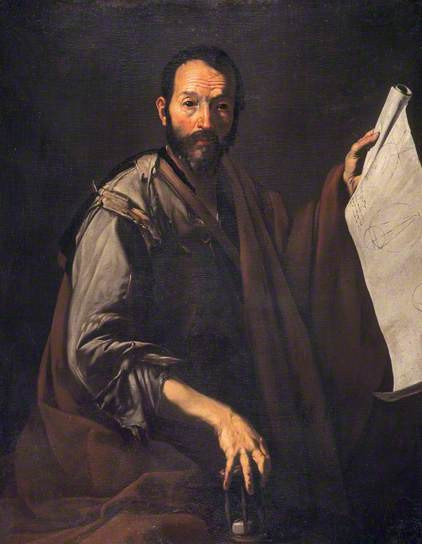
П'єтро Новеллі. «Філософ», перша половина 17 ст.

- «Архангел Гавриїл перед Саваофом і благовіщенням», Музей Каподімонте, Неаполь.
- «Св. Петро відвідує св. Агату в ув'язненні»
- «Янгол виводить св. Петра з ув'язнення», церква Сан Пьєтро ін Вінколі, Палермо
- «Заручини Св. Йосипа та Марії зі св. Анною»
- «Каїн убив Авеля», Національна галерея старовинного мистецтва (Рим), Італія
- «Весілля в Кані галілейській»
- «Хростос воскрешає померлого Лазаря», до 1640 р. Національний музей Прадо, Мадрид
- «Богородиця гори Кармель»
- «Житіє св. Бенедикта»
- «Давид з головою Голіафа»
- «Св. Яків»
- «Оплакування Христа»
- «Марія Магдалина»
- «Св. Трійця», Музей образотворчих мистецтв (Будапешт)

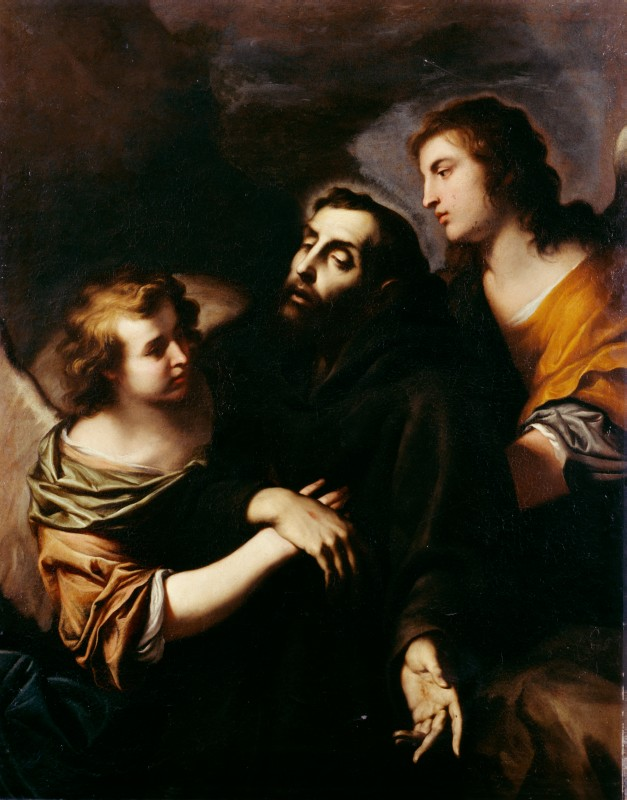
П'єтро Новеллі. «Екстаз св. Франциска Ассізького»
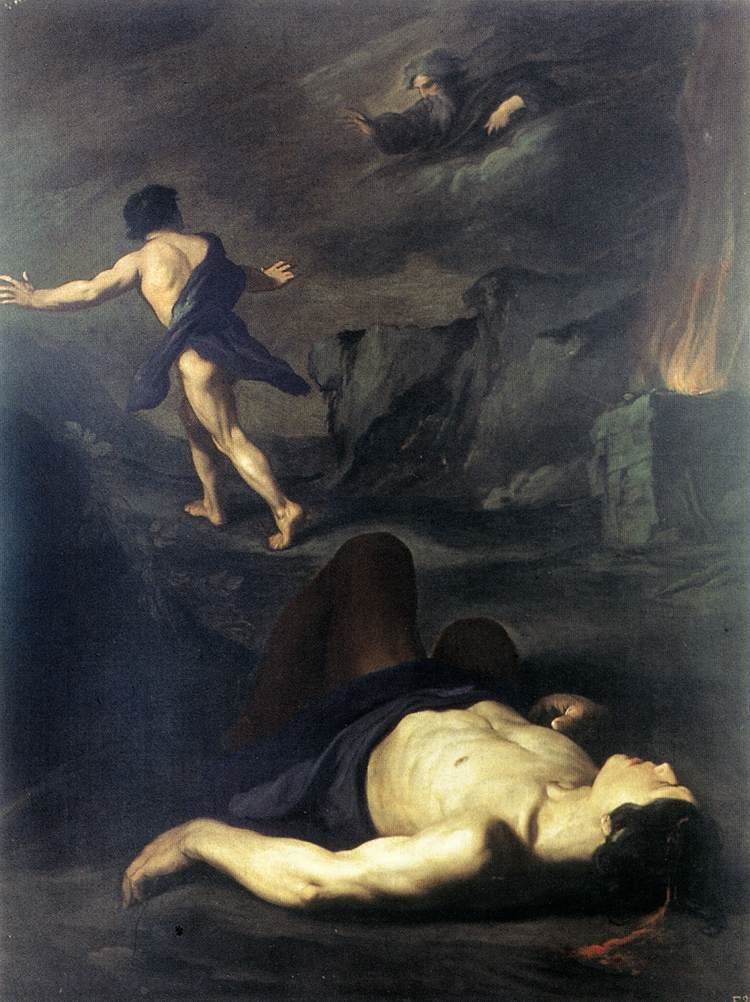
П'єтро Новеллі. «Каїн убив Авеля», Національна галерея старовинного мистецтва (Рим), Італія
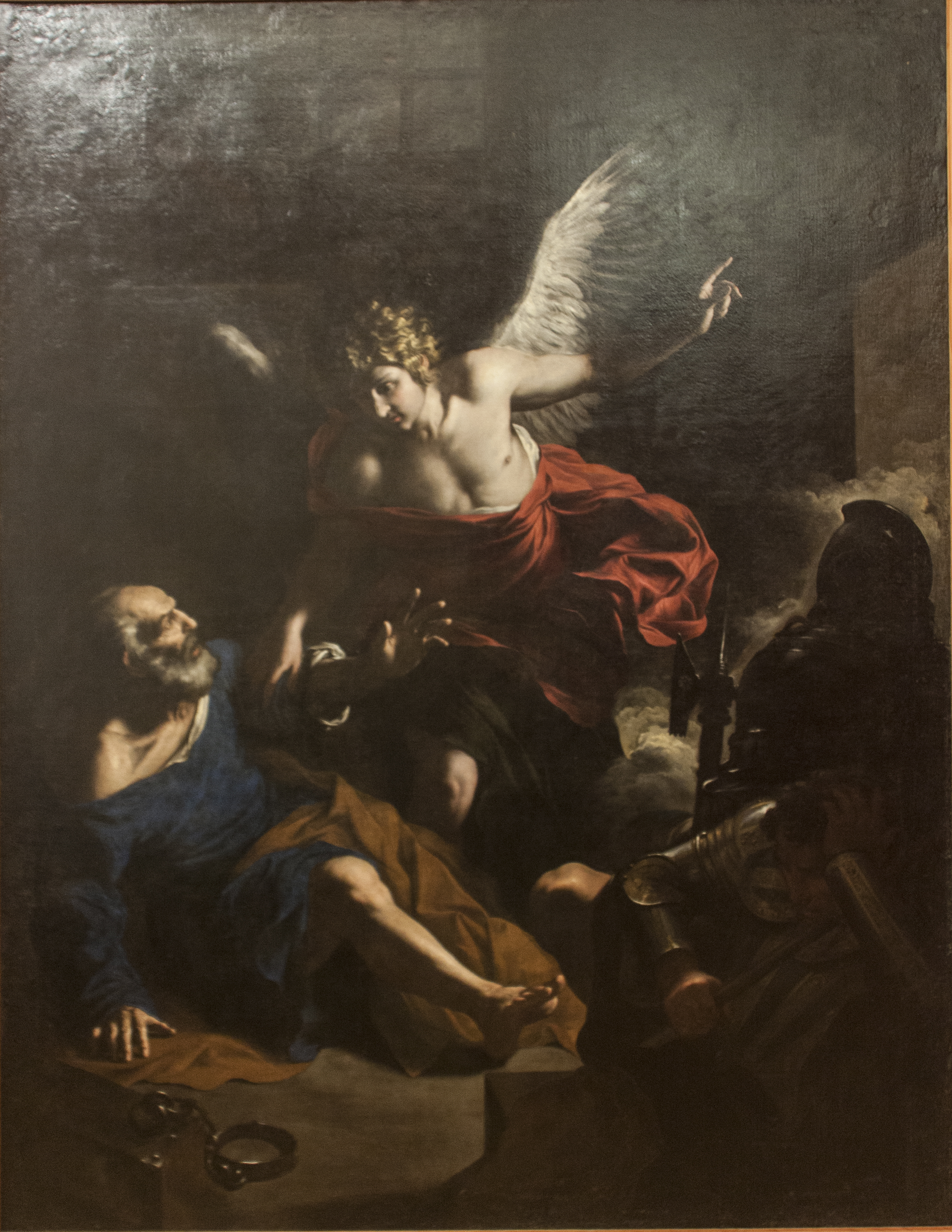
П'єтро Новеллі. «Янгол виводить св. Петра з ув'язнення», церква Сан Пьєтро ін Вінколі, Палермо
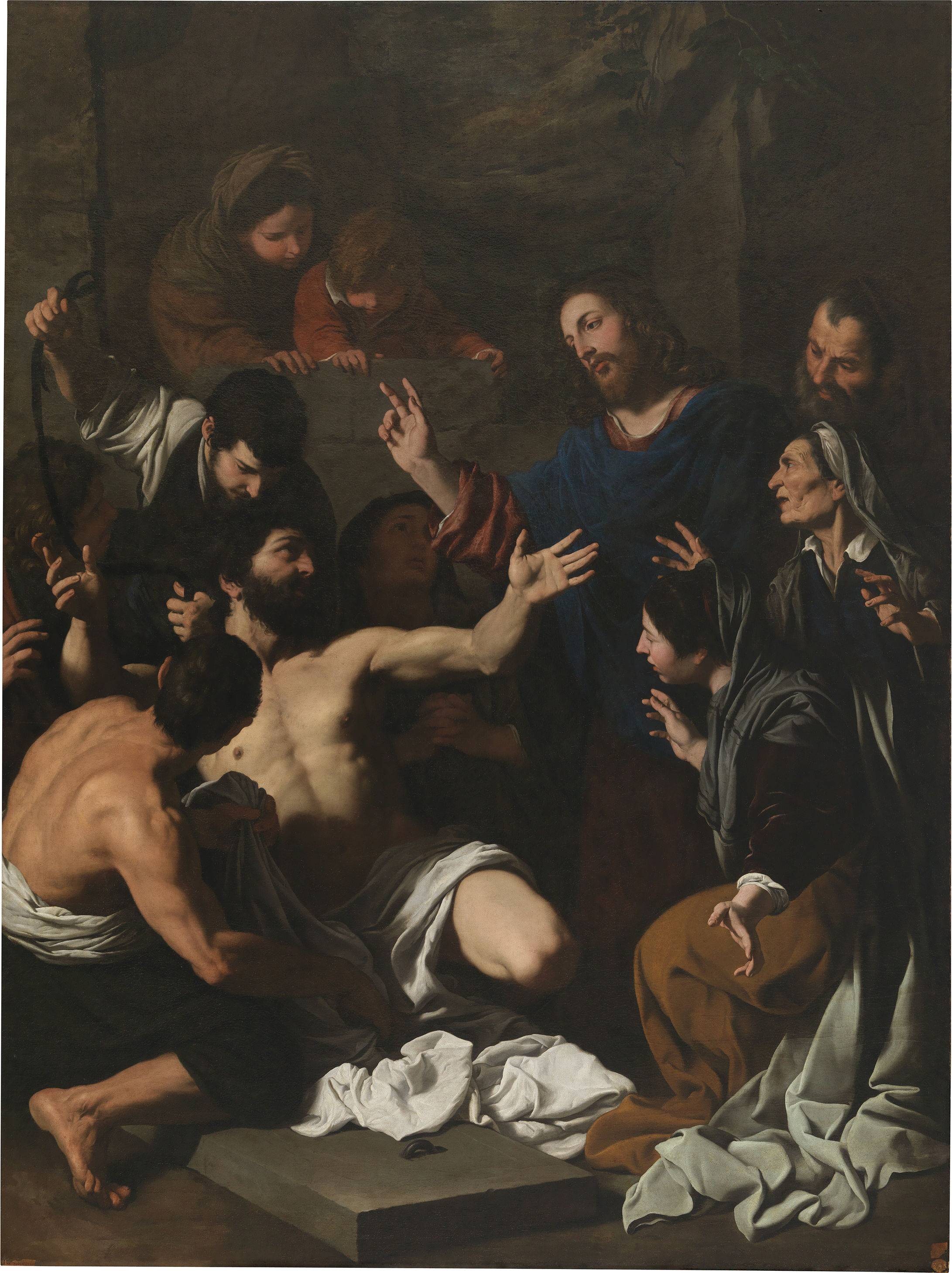
П'єтро Новеллі. «Христос воскрешає померлого Лазаря», до 1640 р. Національний музей Прадо, Мадрид